# Borgmästare
För andra betydelser, se Borgmästare (olika betydelser).

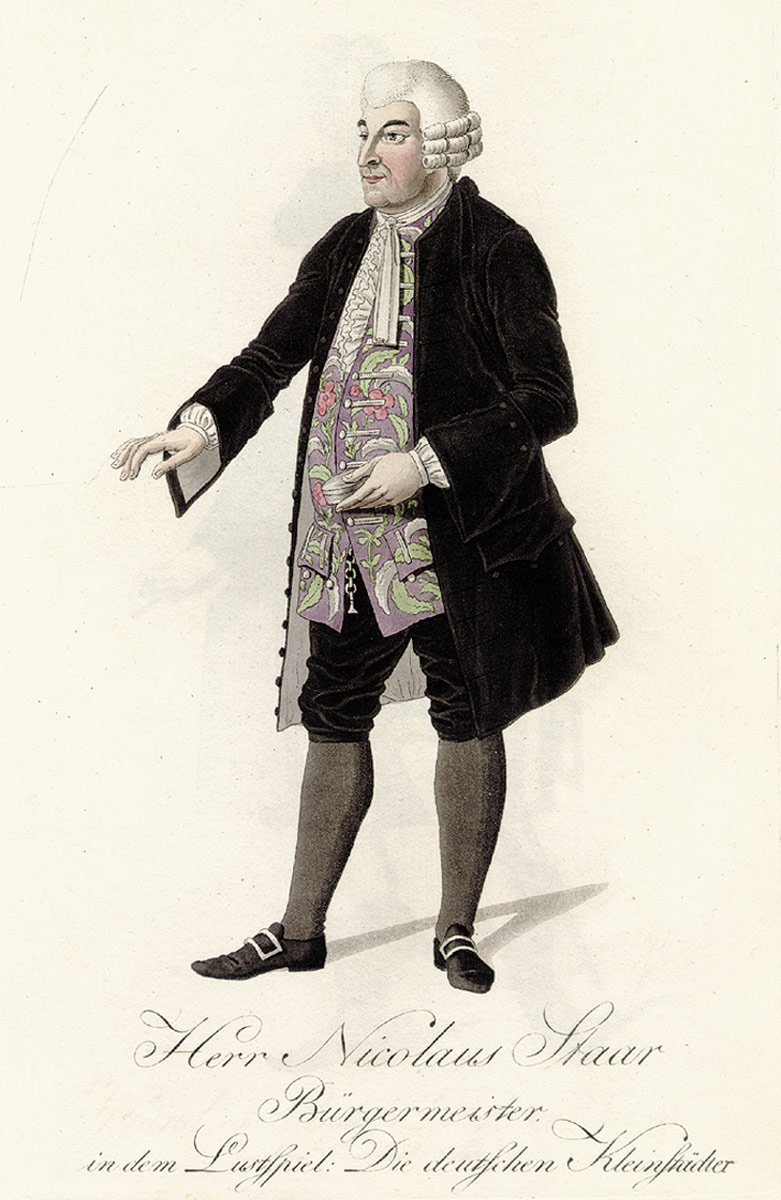
Borgmästare Nicolaus Staar, Wittich, Berlin, början av 1800-talet.

Borgmästare är en titel för ett offentligt ämbete på lokal nivå, med olika innebörd i olika länder och under olika tider. Ofta har det varit den högsta politiska ledaren i en stad.

## Borgmästare i olika länder

### Tyskland, Österrike och Schweiz
I Tyskland och Österrike används titeln Bürgermeister. I Schweiz användes titeln fram till mitten av 1800-talet. Ämbeten som ungefär är synonyma med titeln idag är exempelvis Gemeindepräsident, Stadtpräsident, Gemeindeamtmann och Stadtamtmann. I Tyskland och Österrike är överborgmästare (tyska: Oberbürgermeister) den vanligaste titelvarianten för borgmästaren i en större stad, där underordnade borgmästare ansvarar för olika områden, ungefär som ministrarna i en regering eller som det flertal kommunalråd och borgarråd, som finns i större svenska kommuner.
Beroende på de system de olika delstaterna i Tyskland väljer, är borgmästarna ibland direktvalda och tillhör ibland inte något parti.

### Frankrike och Storbritannien
Motsvarigheten på franska och engelska till den ursprungligen tyska titeln borgmästare är maire respektive mayor eller lord mayor ("lordborgmästare"). Engelskans mayor uttalas som franskans maire, det vill säga 'mä:r'. Dessa ord i båda språken har sitt ursprung i latinets māior eller mājor, som betyder "större, överordnad, viktigare".
I Frankrike finns det en sådan borgmästare mär (maire) i varje kommun. I Storbritannien finns det oftast en vanlig mayor i städerna, som kallas town, borough eller city. De sistnämnda är städer med citystatus, som om staden inte redan har en sådan status, kan få det av monarken. Istället för eller jämsides med mayor kan det i vissa städer med citystatus finnas en lord mayor. Dessa städer har antingen sedan urminnes tid haft denna rätt att kalla sin borgmästare lord mayor, eller senare av monarken fått rätt till det. En lord mayor finns bland annat i City of London, i City of Leicester etc. I Skottland kallas motsvarigheten till lord mayor för lord provost; provost har samma ursprung som svenskans prost, det vill säga i latinets praepositus, som betyder föreståndare.

### Nederländerna, Belgien, Luxemburg och Demokratiska Republiken Kongo
Burgemeester på nederländska, Boargemaster på västfrisiska och Bourgmestre på franska, är titeln på ett ämbete i Nederländerna, Belgien och Demokratiska Republiken Kongo. Dess innehavare har blandade uppdrag, liknande äldre tiders svenska borgmästare, med bland annat tillsyn över det lokala polisväsendet. Kommunfullmäktige eller i vissa fall kommuninvånarna kan lämna förslag på borgmästare, men ämbetet tillsätts av och svarar inför centralregeringen; i Belgien dock numera inför regionstyret för den av landets tre regioner som kommunen tillhör. Förhållandena är likartade i Luxemburg, där ämbetet även benämns Buergermeeschter.

### Danmark
I Danmark motsvaras svenska kommunalråd i alla kommuner av en borgmästare (danska: Borgmester). Innan amtskommunerna lades samman till regioner 2007, fanns dessutom en amtsborgmästare (amtsborgmester) i varje amtskommun, som ordförande i amtskommunens verkställande styrelse. Liksom i Tyskland och Österrike finns det en överborgmästare (overborgmester) i Köpenhamns kommun, samt flera underordnade borgmästare med olika ansvarsområden, ungefär som ministrarna i en regering eller som det flertal kommunalråd och borgarråd, som finns i större svenska kommuner.

### Finland
I Finland var fram till 1993 borgmästaren (finska: Pormestari) chef för rådstuvurätten, på motsvarande sätt som gällde för svenska rådhusrätter före 1971. Även i Finland ändrades chefstiteln till lagman när tingsrätter infördes.
Sedan den 1 augusti 2006 kan en kommun antingen ha en kommundirektör (kallad stadsdirektör i städer) eller en borgmästare. Båda väljs av fullmäktige, men kommundirektören räknas som kommunens högste tjänsteman medan borgmästaren räknas som förtroendevald. Eventuell borgmästare är ordförande för kommunstyrelsen. En tidigare kommundirektör ska när borgmästares mandatperiod börjar få en annan tjänst inom kommunen. 
I början år 2006 utnyttjade endast Tammerfors och Birkala möjligheten att utse en borgmästare. Efter kommunalvalet 2021 har sammanlagt åtta kommuner infört borgmästarmodellen, bland annat Helsingfors, Åbo, Tammerfors och Tusby.
Republikens president förlänar Helsingfors stadsdirektör titeln överborgmästare (finska: ylipormestari) efter dennes mandatperiod.

### Italien
I ett antal kommuner i Lombardiet finns ett ämbete vars titel är Borgomastro eller Sindaco-Borgomastro.

### Norge
I Norge fanns det före 1939 borgmästare (norska: borgermester) i kommunerna. Borgmästaren var den person som ledde kommunens förvaltning och verkställde fullmäktiges beslut. Sedan 1939 och idag kallas denne tjänsteman istället rådman (på norska rådmann, se artikeln rådmann). De norska rådmännen motsvarar alltså Finlands kommun- och stadsdirektörer (se ovan) och vad i Sverige vanligen kallas kommunchef.

### Polen
I Polen finns ämbetet burmistrz vilket är en borgmästartitel som härstammar ifrån tyskan. En borgmästare är en stadskommuns eller en stads- och landskommuns verkställande organ, motsvarande en wójt i landskommuner. I några större städer kallas borgmästaren för en stadspresident istället. Borgmästaren är direktvald i lokalvalet varje 5 år.
Det tyska ämbetet överborgmästare översätts ofta till nadburmistrz. Enligt den så kallade Warszawalaget liknar stadens president en överborgmästare; i Polens huvudstad finns det 18 borgmästare ansvariga inför stadspresidenten, en för varje stadsdel. Stadsdelsborgmästare väljs av stadsdelens fullmäktige.

### Ryssland
I Novgorod har historiskt borgmästartiteln posadnik förekommit, vilket var ett lokalt ämbete.
Hösten 2014 diskuteras i Ryssland huruvida direktval till borgmästare ska ersättas av en modell där borgmästaren utses av stadsfullmäktige, alltså motsvarande den svenska modellen med kommunstyrelsens ordförande. En ändring i kommunallagen har gjort detta möjligt, så nu måste varje län och stad välja vilken modell de vill följa.

### Spanien
Benämningen på spanska och katalanska är oftast alcalde (se alkald). På katalanska används även den alternativa benämningen batlle.

### Sverige
Borgmästare fanns i Sverige åtminstone från 1288 till 1971. Ofta fanns två borgmästare, justitieborgmästaren och politieborgmästaren, men det förekom att städer hade upp till fyra borgmästare med olika uppgifter. Borgmästare i andra länder motsvarar ofta närmast det som numera kallas kommunalråd (i Stockholm: borgarråd) i Sverige, medan de ceremoniella inslagen ofta hanteras av kommunfullmäktiges ordförande. Fortfarande används titeln, men utan direkt stöd i lag och för olika poster. I Linköpings kommun anger kommunfullmäktiges arbetsordning att dess ordförande kallas borgmästare, den mest officiella regleringen i Sverige.

## Titurlärborgmästare
Titurlärborgmästare var en titel som innebar att en person inte funktionellt fungerade som borgmästare, utan istället tilldelades titeln som en hedersutmärkelse.